# Agrostis rosea
Agrostis rosea é uma espécie de gramínea do gênero Agrostis, pertencente à família Poaceae.